# Fontaines-Saint-Clair
Fontaines-Saint-Clair település Franciaországban, Meuse megyében. Lakosainak száma 36 fő (2022. január 1.). Fontaines-Saint-Clair Vilosnes-Haraumont, Brandeville, Bréhéville, Dun-sur-Meuse, Liny-devant-Dun, Milly-sur-Bradon, Murvaux és Sivry-sur-Meuse községekkel határos.

## Népesség
A település népességének változása:
| Lakosok száma | 63   | 33   | 37   | 50   | 48   | 50   | 55   | 44   | 39   | 36   |
|               | 1968 | 1982 | 1990 | 2006 | 2013 | 2015 | 2017 | 2019 | 2020 | 2022 |